# The Woman Accused
The Woman Accused (bra: Seis Dias de Amor) é um filme pre-Code estadunidense de 1933, do gênero drama, dirigido por Paul Sloane, e estrelado por Nancy Carroll, Cary Grant e John Halliday. O roteiro de Bayard Veiller foi baseado em uma história homônima de 1933, de Rupert Hughes, Vicki Baum, Viña Delmar, Irvin S. Cobb, Gertrude Atherton, J. P. McEvoy, Zane Grey, Ursula Parrott, Polan Banks e Sophie Kerr, publicada na revista Liberty.
A trama retrata a história de um jovem casal de noivos que tem suas vidas viradas de cabeça para baixo durante um cruzeiro, quando a mulher é acusada de assassinar seu ex-namorado.

## Sinopse
Na véspera de seu casamento com Jeffrey Baxter (Cary Grant), a socialite Glenda O'Brien (Nancy Carroll) recebe uma visita de seu sádico ex-namorado Leo Young (Louis Calhern), que ameaça fazer com que seu amigo gângster, Little Maxie (Jack La Rue), acabe com Jeffrey se Glenda não desistir de seus planos de casamento. Ela responde o matando.
Sem hesitar, Glenda e Jeffrey decidem embarcar em um cruzeiro de três dias. Mas a tranquilidade é interrompida quando Stephen Bessemer (John Halliday), um amigo advogado do falecido ex-namorado, aparece determinado a fazer Glenda confessar o crime e enfrentar a justiça.

## Elenco
- Nancy Carroll como Glenda O'Brien
- Cary Grant como Jeffrey Baxter
- John Halliday como Stephen Bessemer
- Louis Calhern como Leo Young
- Irving Pichel como Promotor Clarke
- Norma Mitchell como Martha
- Jack La Rue como Little Maxie
- Frank Sheridan como Inspetor Swope
- John Lodge como Dr. Simpson
- Lona André como Cora Mathews
- Harry Holman como Juiz Osgood

Não-creditados
- William J. Kelly como Capitão do Barco
- Jay Belasco como Tony Graham
- Gertrude Messinger como Evelyn Craig

## Recepção
Mordaunt Hall, em sua crítica para o jornal The New York Times, escreveu: "Dez autores bem conhecidos, entre eles Irvin S. Cobb, Vicki Baum, Rupert Hughes, Gertrude Atherton e Zane Grey, são creditados com a história de The Woman Accused, cujo roteiro foi escrito por Bayard Veiller. Não obstante o conjunto de talento literário, o resultado visual é bastante decepcionante, mesmo que os atores façam o máximo para emprestar credibilidade aos incidentes implausíveis ... É claro que é impossível dizer quais episódios foram escritos pelos diferentes escritores. É uma narrativa contínua e bastante rasa, especialmente considerando todos os cérebros envolvidos em sua criação. A encenação é bastante agradável, e a fotografia e a gravação vocal são excelentes ... A Srta. Carroll atua de forma louvável. O Sr. Halliday também oferece uma performance digna de elogios. Louis Calhern aproveita ao máximo suas oportunidades no papel ingrato de Young. Jack La Rue é bastante convincente como Maxie. Irving Pichel é dignificado como o Promotor, e Cary Grant é cativante como Jeffrey Baxter".